# Chochowatka
Chochowatka (kaszb. Chòchòwatka; 215,1 m n.p.m.) – jedno z wzniesień pasma morenowych Wzgórz Szymbarskich, położone w pobliżu Łapalic, na obrzeżach Kaszubskiego Parku Krajobrazowego.
Z Chochowatki roztacza się szeroka panorama na jeziora Jeziora chmieleńskie i Jezioro Łapalickie.